# Кога, Тосихико
Тосихико Кога (яп. 古賀 稔彦 Кога Тосихико,  21 ноября 1967 года, Мияки, Япония — 24 марта 2021 года) — японский дзюдоист, чемпион Олимпийских игр, трёхкратный чемпион мира, семикратный чемпион Японии. Обладатель 7-го дана дзюдо.

## Биография
Начал заниматься дзюдо в первом классе школы, под влиянием старшего брата. В 1981 году в составе команды стал победителем чемпионата Японии среди учеников средней школы, в 1982 году на таких же соревнованиях остался вторым. В старших классах переехал в Токио, где продолжил тренировки в школе Kodogakusha. В 1984 году завоевал титул чемпиона Японии среди школьников. В 1985 году, после окончания школы продолжил обучение в Японском университете спортивной науки. В том же году сумел завоевать второе место на престижном национальном турнире Кубок Кодокана среди взрослых. С 1985 года начал международную карьеру, завоевав второе место на турнире Hungaria Cup. В 1986 году победил на чемпионате мира среди юниоров, на розыгрыше Кубка Дзигоро Кано и на розыгрыше Кубка Мацутаро Сорики среди взрослых.
В 1987 году в первый раз стал чемпионом Японии; победил также на розыгрыше Кубка Мацутаро Сорики. На турнире Кубок Кодокана остался вторым. Был отобран для участия в чемпионате мира и завоевал там бронзовую медаль. В 1988 году стал двукратным чемпионом Японии, выиграл кубки Мацутаро Сорики и Кодокана, стал чемпионом мира среди студентов.
Был выбран для участия Летних Олимпийских играх 1988 года в Сеуле. В его категории боролись 41 дзюдоист. Борец, победивший во всех схватках группы выходил в финал, где встречался с борцом из другой группы. Проигравшие финалистам, начиная с четвертьфинала, встречались в «утешительных» схватках, по результатам которых определялись бронзовые призёры.
Во второй встрече молодой японский борец проиграл советскому борцу Георгию Тенадзе и из соревнований выбыл.
| Круг | Соперник        | Страна                                    | Итог      | С оценкой | Продолжительность |
| ---- | --------------- | ----------------------------------------- | --------- | --------- | ----------------- |
| 1/16 | Чан Хи Пак      | Бельгия                                   | Победа    | кока      | 5:00              |
| 1/8  | Георгий Тенадзе | Союз Советских Социалистических Республик | Поражение | юко       | 5:00              |

В 1989 году стал трёхкратным чемпионом Японии, выиграл кубки Мацутаро Сорики и Кодокана. В этом же году в первый раз стал чемпионом мира. В 1990 году выиграл кубки Дзигоро Кано, Мацутаро Сорики и Кодокана, в четвёртый раз победил на чемпионате Японии, а на Азиатских играх неожиданно оступился, оставшись только с бронзовой медалью. В 1990 году выступил также на Всеяпонском чемпионате по дзюдо (в сравнении с регулярным чемпионатом Японии более престижный турнир, проводится только в абсолютной категории), и, значительно уступая всем остальным борцам в весе (75 килограммов), смог завоевать серебряную медаль, уступив в финале только 193-сантиметровому и 115-килограммовому чемпиону мира Наоя Огава.
В 1991 году вновь стал чемпионом Японии, завоевал Кубок Кодокана и стал двукратным чемпионом мира. Был выбран для участия Летние Олимпийские игры 1992 года в Барселоне ехал в ранге неоспоримого фаворита. В его категории боролись 44 дзюдоиста. Прямо перед соревнованиями, в тренировочной схватке с Хидэхико Ёсида серьёзно травмировал левое колено. Эта травма мешала делать Тосихико Кога его излюбленный Иппон Сэойнагэ (бросок через спину с захватом руки на плечо), японский дзюдоист боролся, преодолевая боль и поэтому не показал того неоспоримого превосходства над соперниками, как показал его оппонент по финалу Берталан Хайтош. В первой схватке Кога провёл чистый бросок с упором ноги в живот, во второй сумел провести выхват за обе ноги, в третьей победил лишь по предпочтению судей, в полуфинале провёл чистый бросок с захватом руки под плечо. В финальной схватке никто не смог провести приём, судьи отдали победу японцу, чем удивили многих болельщиков и специалистов.
| Круг  | Соперник        | Страна    | Итог   | С оценкой               | Продолжительность |
| ----- | --------------- | --------- | ------ | ----------------------- | ----------------- |
| 1/16  | Хуан Варгас     | Сальвадор | Победа | иппон (Томоэ нагэ)      | 0:20              |
| 1/8   | Ши Ченшен       | Китай     | Победа | вадза ари (Моротэ гари) | 5:00              |
| 1/4   | Веслав Блач     | Польша    | Победа | юсэй гати               | 5:00              |
| 1/2   | Штефан Дотт     | Германия  | Победа | иппон (Ути макикоми)    | 1:12              |
| Финал | Берталан Хайтош | Венгрия   | Победа | юсэй гати               | 5:00              |

После Олимпийских игр прекратил выступления на соревнованиях, но вернулся в 1994 году в более тяжёлый вес до 78 килограммов. В 1994 году был только пятым на Кубке Кодокана, но в 1995 году вновь завоевал звание чемпиона Японии, и остался вторым на турнире World Masters. В этом же году стал трёхкратным чемпионом мира. На отборочных соревнованиях к Летним Олимпийским играм 1996 года совершенно неожиданно проиграл на иппон, но из-за опыта выступлений был включен в олимпийскую команду в Японии.
В категории до 78 килограммов боролись 34 дзюдоиста. Кога вновь выступал на соревнованиях в ранге фаворита и достаточно уверенно продвигался к финалу, демонстрируя разнообразную технику. В первой встрече он победил броском через грудь, во второй удержанием, в третьей броском через бедро с захватом отворота, в полуфинале победил из-за предупреждения противника. В финале лидировал всю встречу, но за 16 секунд до конца получил предупреждение за пассивность, что повлекло за собой ничью и судьи отдали победу его сопернику.
| Круг  | Соперник           | Страна           | Итог      | С оценкой                    | Продолжительность |
| ----- | ------------------ | ---------------- | --------- | ---------------------------- | ----------------- |
| 1/16  | Ло Ю-Вей           | Китайский Тайбэй | Победа    | вадза вари (Ура Нагэ)        | 5:00              |
| 1/8   | Бронислав Волковыж | Польша           | Победа    | вадза ари (Ками сихо гатамэ) | 5:00              |
| 1/4   | Флавио Канто       | Бразилия         | Победа    | иппон (Цурикоми Госи)        | 0:58              |
| 1/2   | Чу Инь Чуль        | Республика Корея | Победа    | кей коку                     | 5:00              |
| Финал | Джамель Бура       | Франция          | Поражение | юсэй гати                    | 5:00              |

В 1998—2000 годах боролся уже в категории до 81 килограмма, и завоевал два третьих место на Кубке Кодокан и ещё одно третье место на международном турнире в Москве.
С 2000 года — главный тренер женской сборной Японии по борьбе. Среди его воспитанников Аюми Танимото, двукратная олимпийская чемпионка. В 2003 году создал детскую школу дзюдо Koga Juku в Такацуку.
Его сын, Гэнки Кога также является известным дзюдоистом, чемпионом страны и Азии, членом сборной Японии по дзюдо.
С 2007 по 2021 год — тренер сборной Международного Тихоокеанского университета в Окаяме. С июня 2008 года был назначен директором Японской профессиональной школы здравоохранения в Тайтоку, Токио. В том же году был назначен на кафедру исследований спортивной медицины в Высшей школе университета Хиросаки, и в марте 2012 года получил степень доктора медицины.

Умер 24 марта 2021 года от рака в своем доме в городе Кавасаки, префектура Канагава.